# Nəriman Nərimanov (métro de Bakou)
Pour l'homme politique, voir Nariman Narimanov.
Nəriman Nərimanov est une station de métro azerbaïdjanaise de la ligne 1 du métro de Bakou. Située au croisement des rues Ahmad Rajabli et Tabriz dans la ville de Bakou.
Elle est mise en service en 1967.
Exploitée par Bakı Metropoliteni, elle est desservie chaque jour entre 6 heures et minuit.

## Situation sur le réseau
Établie en souterrain, la station Nəriman Nərimanov est située sur la ligne 2 du métro de Bakou, entre les stations Gənclik, en direction de İçərişəhər, et Ulduz en direction de Həzi Aslanov.
Elle est située peu avant l'embranchement de la station et du dépôt de Bakmil.

## Histoire
La station « Nəriman Nərimanov » est mise en service le 25 novembre 1967, lors de l'ouverture à l'exploitation de la première section du métro, longue de 6,5 kilomètres, depuis « Baki Soveti » (renommée depuis İçərişəhər). Elle est créée par l'architecte M.A.Huseynov.
Elle devient une station de passage le 5 mai 1970, lors de l'ouverture du tronçon suivant, long de 2,4 kilomètres, jusqu'à la station de Ulduz.

## Service des voyageurs

### Accueil
Elle est située au croisement des rues Ahmad Rajabli et Tabriz.

### Desserte
Nəriman Nərimanov est desservie quotidiennement par les rames qui circulent sur la ligne entre 6 heures et minuit. Quelques rames bifurquent peu après la station pour rejoindre celle de Bakmil située avant le dépôt du même nom.

### Intermodalité
À proximité un arrêt de bus est desservi par les lignes 6, 14, 15, 25, 26, 38, 67, 69 et 202.